# Eurytides columbus
Espèce
Eurytides columbus est un insecte lépidoptère de la famille des Papilionidae, de la sous-famille des Papilioninae et du genre Eurytides.

## Dénomination
Eurytides columbus a été décrit par Vincenz Kollar, en 1850 sous le nom initial de Papilio columbus.
Synonyme : Papilio hippodamus Doubleday, [1845].

## Description
Eurytides columbus est un grand papillon au corps marron, d'une envergure allant de 90 mm à 110 mm, à ailes antérieures à bord externe concave et ailes postérieures à très longue queue. Le dessus est de couleur blanche avec aux ailes antérieures une large bordure marginale marron et deux bandes marron, l'une du milieu du bord costal à l'angle interne et l'autre plus proche de l'apex. Les postérieures présentent dans la bordure marron des lunules bleues et une tache anale rouge.
Le revers est semblable avec en plus aux postérieures une bordure marron du bord interne.

## Écologie et distribution
Il réside dans  le nord de l’Amérique du Sud en Colombie, dans le nord-ouest de l'Équateur et au Venezuela,.

### Protection
Pas de statut de protection particulier.